# Шугар-Ленд (Техас)
Шугар-Ленд (англ. Sugar Land) — місто (англ. city) в США, в окрузі Форт-Бенд штату Техас у межах Великого Г'юстона, утвореного містами Г'юстон-Шугар-Ленд-Бейтаун, одне з найбільш швидко зростаючих міст в Техасі. Населення — 111 026 осіб (2020).

## Географія
Шугар-Ленд розташований за координатами 29°35′49″ пн. ш. 95°37′46″ зх. д. / 29.59694° пн. ш. 95.62944° зх. д. (29.596927, -95.629429).  За даними Бюро перепису населення США в 2010 році місто мало площу 88,11 км², з яких 83,86 км² — суходіл та 4,25 км² — водойми. В 2017 році площа становила 95,85 км², з яких 89,81 км² — суходіл та 6,05 км² — водойми.

### Клімат
| Клімат : Шугар-Ленд   | Клімат : Шугар-Ленд | Клімат : Шугар-Ленд | Клімат : Шугар-Ленд | Клімат : Шугар-Ленд | Клімат : Шугар-Ленд | Клімат : Шугар-Ленд | Клімат : Шугар-Ленд | Клімат : Шугар-Ленд | Клімат : Шугар-Ленд | Клімат : Шугар-Ленд | Клімат : Шугар-Ленд | Клімат : Шугар-Ленд | Клімат : Шугар-Ленд |
| Показник              | Січ.                | Лют.                | Бер.                | Квіт.               | Трав.               | Черв.               | Лип.                | Серп.               | Вер.                | Жовт.               | Лист.               | Груд.               | Рік                 |
| Середній максимум, °C | 16,6                | 18,7                | 22,5                | 26,2                | 29,8                | 32,6                | 34,3                | 34,2                | 31,7                | 27,6                | 22,2                | 17,9                | 26,2                |
| Середній мінімум, °C  | 5,3                 | 6,9                 | 10,8                | 14,6                | 19,1                | 22,3                | 23,6                | 23,3                | 20,8                | 15,5                | 10,5                | 6,2                 | 14,9                |
| Норма опадів, мм      | 103                 | 76                  | 82                  | 88                  | 119                 | 140                 | 84                  | 109                 | 148                 | 102                 | 116                 | 85                  | 1253                |
| --------------------- | ------------------- | ------------------- | ------------------- | ------------------- | ------------------- | ------------------- | ------------------- | ------------------- | ------------------- | ------------------- | ------------------- | ------------------- | ------------------- |
| Джерело:              |                     |                     |                     |                     |                     |                     |                     |                     |                     |                     |                     |                     |                     |

## Демографія
Згідно з переписом 2010 року, у місті мешкало 78 817 осіб у 26 709 домогосподарствах у складі 21 882 родин. Густота населення становила 895 осіб/км².  Було 27727 помешкань (315/км²).
Расовий склад населення:
| - 52,0 % — білих - 35,3 % — азіатів - 7,4 % — чорних або афроамериканців - 0,2 % — корінних американців - 2,3 % — осіб інших рас |

До двох чи більше рас належало 2,8 %. Частка іспаномовних становила 10,6 % від усіх жителів.
За віковим діапазоном населення розподілялося таким чином: 24,6 % — особи молодші 18 років, 65,0 % — особи у віці 18—64 років, 10,4 % — особи у віці 65 років та старші. Медіана віку мешканця становила 41,2 року. На 100 осіб жіночої статі у місті припадало 98,6 чоловіків;  на 100 жінок у віці від 18 років та старших — 95,6 чоловіків також старших 18 років.
Середній дохід на одне домашнє господарство  становив 139 995 доларів США (медіана — 104 939), а середній дохід на одну сім'ю — 152 126 доларів (медіана — 119 906). Медіана доходів становила 85 578 доларів для чоловіків та 54 226 доларів для жінок. За межею бідності перебувало 5,3 % осіб, у тому числі 6,0 % дітей у віці до 18 років та 4,0 % осіб у віці 65 років та старших.
Цивільне працевлаштоване населення становило 41 407 осіб. Основні галузі зайнятості: освіта, охорона здоров'я та соціальна допомога — 22,8 %, науковці, спеціалісти, менеджери — 16,1 %, роздрібна торгівля — 11,7 %, виробництво — 9,3 %.

## Галерея

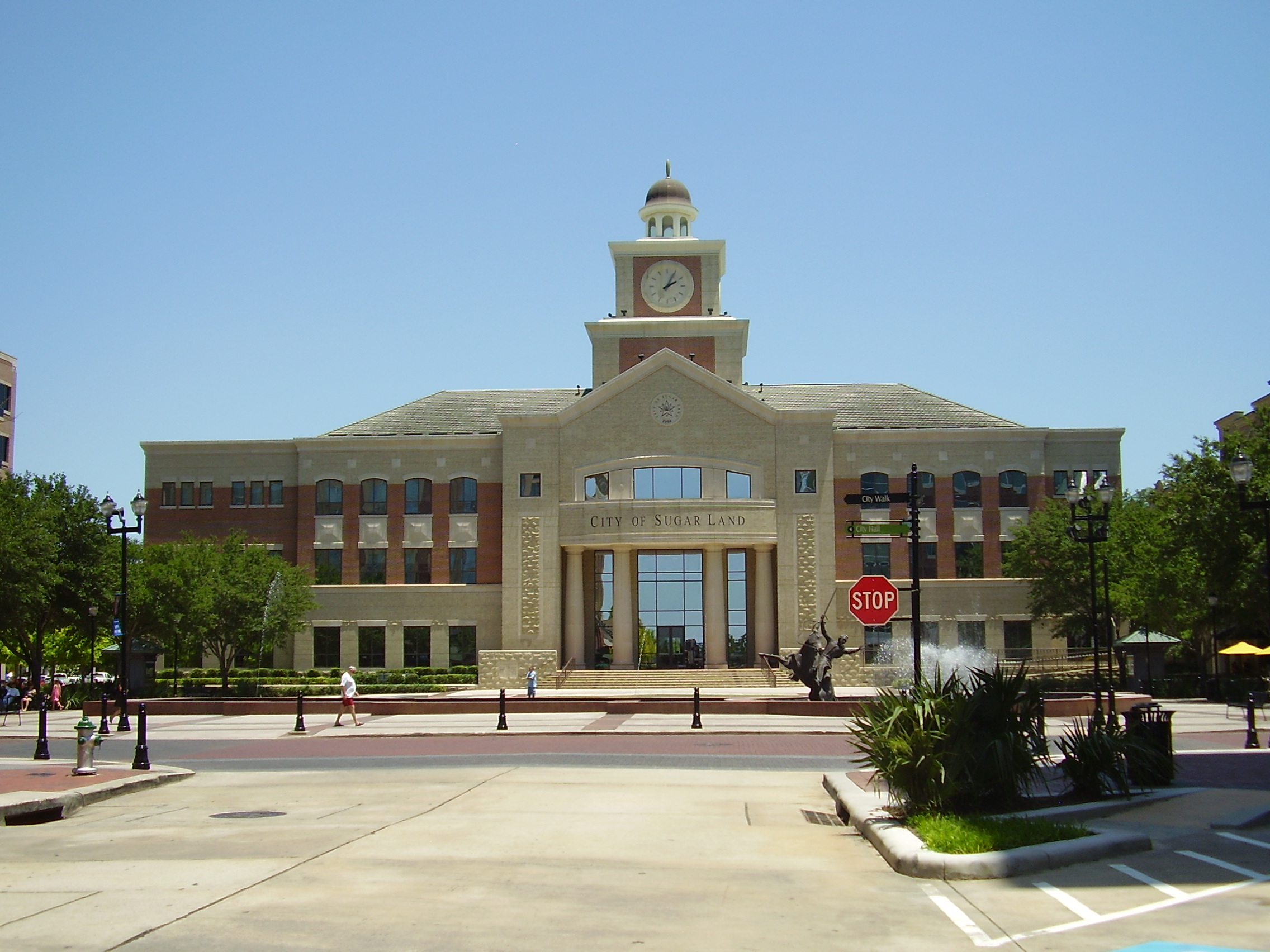
Будівля муніципалітету
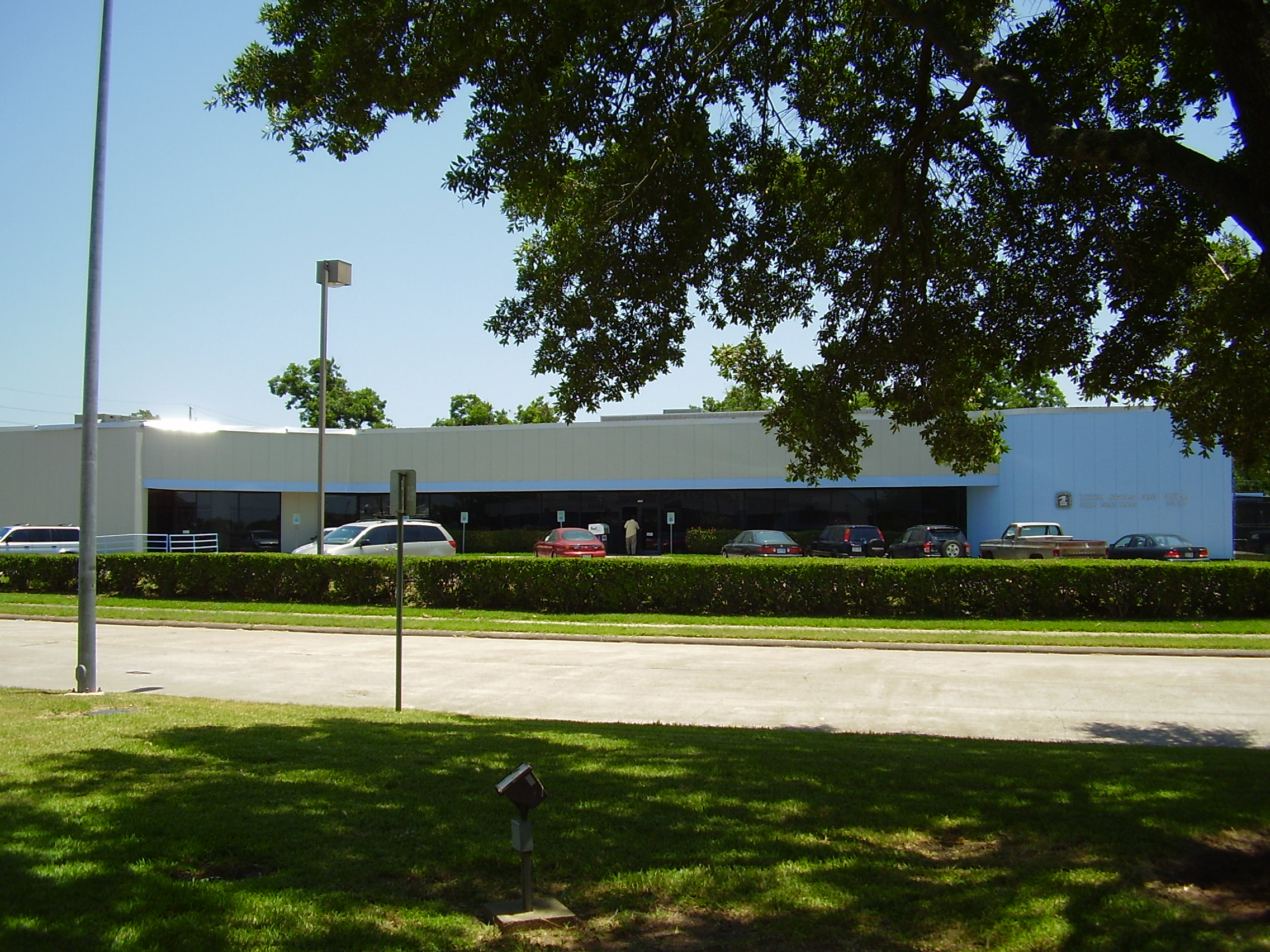
Будівля офісу пошти
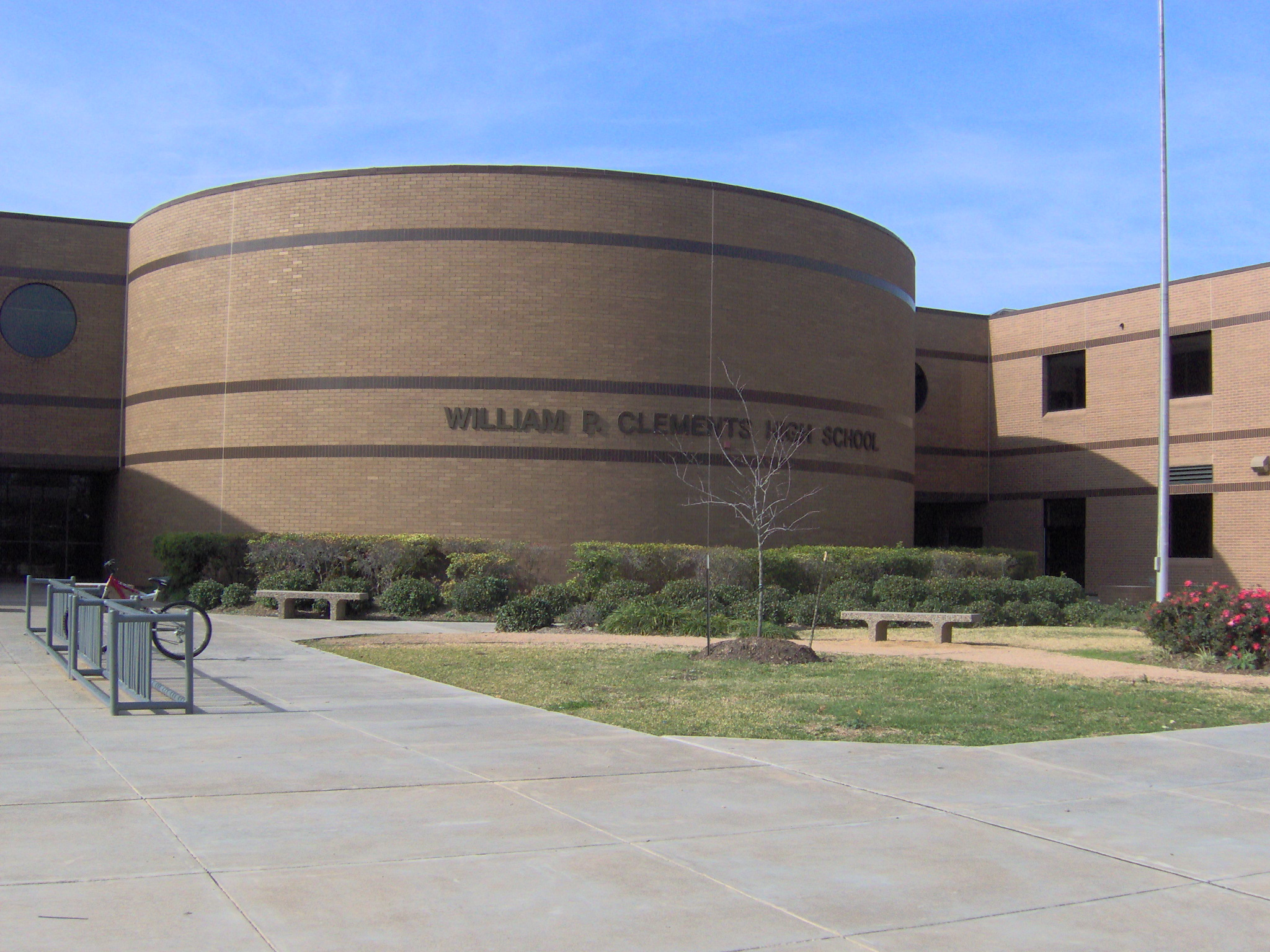
Будівля вищої школи